# Magister Aetheris
Magister Aetheris è un libro di fantasy storico di Cecilia Randall.

## Trama
Due anni dopo gli eventi di Gens Arcana, il Magister Valiano de Nieri è in viaggio a Venezia con l'amica Selvaggia e il suo fidanzato, il mercenario Manente. Pochi giorni dopo Valiano viene chiamato a indagare sulla misteriosa morte di un orafo, che sembra essere stato ucciso da un potere elementale. Anche nei giorni successivi vengono compiuti vari crimini e attentati nei quali si fa uso di poteri Arcani, e l'Inquisizione comincia a sospettare del Magister. Inoltre, arriva a Venezia Lucrezia Lioni, promessa sposa del defunto Folco, che non vuole rinunciare a diventare una Nieri, e che tenta quindi di convincere Valiano a sposarla. Intanto l'Inquisizione manda l'Arcano Tiberio Feronna ad arrestare Valiano, che però, aiutato da Lucrezia, ingaggia un combattimento. Durante la lotta Feronna rivela di essere lui il responsabile degli attentati, che ha compiuto per far arrestare Valiano e prendere il suo posto come capo degli Arcani in Italia. Il Magister,  per sconfiggere Tiberio, ricostruisce il pentacolo aperto da Bonconte ed evoca uno spirito del fuoco, che uccide Feronna. Valiano distrugge il pentacolo, viene scagionato e si scopre innamorato di Lucrezia, prendendo quindi la decisione di sposarla. Alla fine del libro i protagonisti fanno ritorno a Firenze.

## Edizioni
- Cecilia Randall, Magister Aetheris, Giunti Editore, 2018, ISBN 978-8809861657.